# Gabriel Simion
Gabriel Simion (n. 22 mai 1998, Călărași, Călărași, România) este un fotbalist român, care joacă pe post de fundaș la U Cluj în SuperLiga României.